# Stefan Subic
Stephen Subic (Hotovlja, 22 dicembre 1820 – Poljane nad Skofja Loka, 9 giugno 1884) è stato uno scultore e pittore austro-ungarico.
Allievo di suo padre Pavl (che era un contadino, mugnaio e intagliatore di legno, tra i suoi lavori un altare nella chiesa Ozbolt di Škofja Loka, che fu in seguito (1870) restaurata da Janez. Da Pavl iniziò una serie continua di pittori e scultori intagliatori) e Janez Groharju in Železniki. È stato pittore autodidatta. Nel 1844 ha organizzato il proprio laboratorio a Poljane ed a Škofja Loka.
Tra i suoi allievi e poi tra i suoi assistenti ebbe tutti i suoi cinque figli. I suoi figli Giorgio e Janez Subic hanno fortemente caratterizzato dalla fine del XIX secolo l'arte slovena. Tra i suoi allievi vi fu anche, per qualche tempo, Ivan Grohar. Sue sculture ed affreschi si trovano in molte (circa 70) chiese slovene.
Ha dipinto anche pale d'altare su richiesta del vescovo Ignacija Mraka destinate in America. 
Nel Museo Nazionale di Lubiana vi sono circa 100 fogli di progetti di soggetti religiosi.